# José Antonio Alonso Navarro
José Antonio Alonso Navarro (Madrid, 29 de octubre de 1965) es filólogo, profesor universitario de lengua y literatura inglesa y literatura europea en general, medievalista, traductor,  crítico literario en LA TRIBUNA y escritor español. 

## Biografía
Doctor en Filología Inglesa por la Universidad de La Coruña y Licenciado en Filología Inglesa por la Universidad Complutense de Madrid. Ha sido profesor de inglés en instituciones universitarias españolas y profesor de inglés, literatura inglesa y comunicación en universidades latinoamericanas. En la actualidad, sigue desempeñándose como profesor universitario y traductor de obras medievales inglesas.
El 21 de marzo de 2017 el Señor Nick White, Encargado de Negocios de la Embajada del Reino Unido acreditada en Asunción, otorgó al Doctor José Antonio Alonso Navarro en representación del Excelentísimo Señor Embajador del Reino Unido, Doctor Jeremy Hobbs, un certificado de honor por su contribución a la traducción y difusión de la literatura medieval inglesa tanto en España como en Paraguay durante casi más de veinte años.
La hispanista francesa profesora doctora Marie Christine Seguin del Instituto Católico de Toulouse publicó un estudio sobre la poesía de José Antonio Alonso Navarro dedicada a Fray Leopoldo de Alpandeire en la Revista Inter-Lignes en su número de Otoño 2021 (27) titulado en francés Crises, Mutations, Recompositions. El número  2021 (27) fue lanzado en 2023.
El día 23 de abril de 2025 el doctor Alonso Navarro recibió un importante reconocimiento nacional como Promotor del Castellano en Paraguay a manos del Excelentísimo señor Ministro de Secretaría de Políticas Lingüísticas, Don Javier Viveros.

## Algunas obras como escritor
Paraguayan Pearls. Álamo. 1999.
Soly Luna. Arandurá. 2000.
Llanto de Niño Gris. Arandurá. 2001.
Che ñahati-i paraguaya. Arandurá. 2003.
Arroyos y Esteros. Etigraf. 2003.
Réquiem por Atocha. Nueva Dramaturgia Malagueña. 2.005.
Málaga en Picasso. Universidad Autónoma de Asunción (Imprenta Salesiana). 2006.
Como agua cristalina. Universidad Autónoma de Asunción (Marben Editora). 2018.
Yerutíes de terciopelo negro y rojo. Arandurá. 2002.
Bálsamo de Alpandeire. Universidad Autónoma de Asunción (Marben Editora). 2019.
Juan Manuel Marcos:Un periplo por su voz poética. Asunción UniNorte. 2019.
Poema A mi padre. El Parlante digital. 2020.
Sigo siendo en ti. Benmar. Asunción, Paraguay. 2021.
Olivo de mi ser. Rosalba. Asunción, Paraguay. 2022.
Alonso Navarro, José Antonio (16 de octubre de 2022). «"Poema a mi Padre "». De Sur a Sur(Revista de Poesía y Artes Literarias) (España) (16): 25-27. ISSN 2660-7239.
Romance de mi velero y Poema de la nada. De Sur a Sur Ediciones. 2023.
Contacto extraterrestre en la ciudad de Lyon. 2023.
El campesino de Kent. 2023.
El Buró. 2024.
Análisis formalista del poema Hazme un sitio a tu lado . Criterio Ediciones. 2024.
Ramillete de Biznagas. Amazon Kindle. 2024.

## Traducciones de obras medievales escritas en “Middle English” o “inglés medieval”

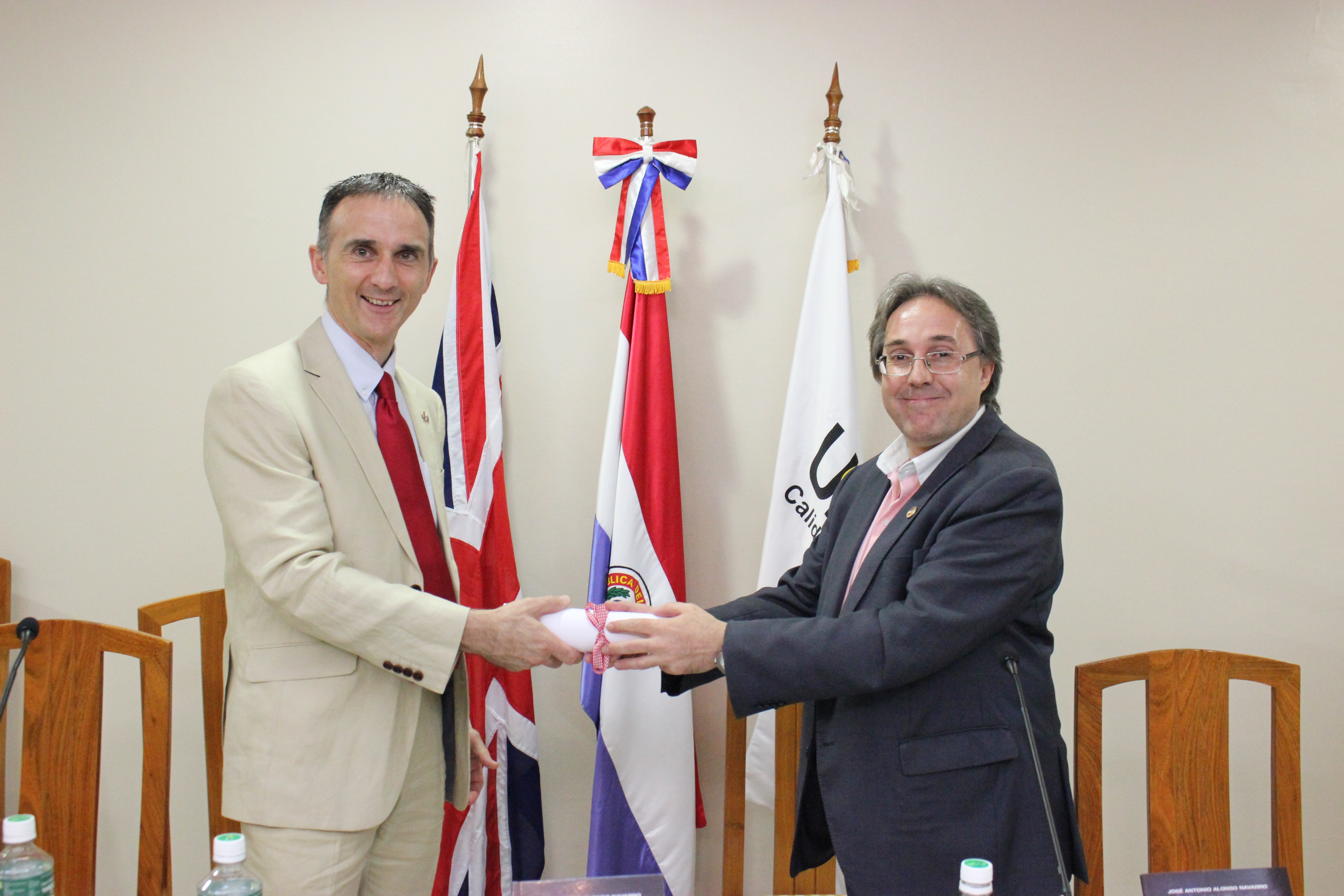
El Sr. Nick White, Encargado de Negocios de la Embajada Británica de Asunción, hace entrega de un certificado de honor de parte del Embajador de su Majestad la Reina Isabel II, doctor Jeremy Hobbs, al doctor José Antonio Alonso Navarro, Phd. por su contribución a la traducción y difusión de textos medievales ingleses."

El romance medieval “Sir Gowther”.
El poema medieval: “El Credo de Pedro el Labrador”.
El poema medieval: “El Credo de Pedro el Labrador (versos 1-883)”.
Poemas medievales ingleses de corte religioso (mariano).
El poema medieval “La Visión de Tundal”.
El poema medieval “El Espíritu de Guy”.
El poema medieval  “La Flor y la Hoja”.
El poema medieval “El Caballero Owain”.
El poema medieval “El Caballero Cleges”.
El poema medieval “El Caballero Degaré”.
El poema medieval “El Caballero Isumbras”.
El poema medieval inglés “El caballero Corneus”.
El poema medieval inglés “La Isla de las mujeres”.
El caballero Eglamour de Artois.
El cuento del bacín.
La dama priora.
El caballero Launfal.
La Respuesta del fraile Daw.
Jack de las Tierras Altas.
El caballero Orfeo.
Jack y su madrastra.
Traducción al español de textos medievales ingleses que ofrecen una imagen negativa del matrimonio. Revista Ñemityra. 2021.
Traducción de acertijos en inglés antiguo en español (The Riddle Ages).
Edición crítica y traducción de "La danza de la Muerte, de John Lydgate" y "Los frailes de Berwick". Eduvim-Universidad Nacional Villa María. Córdoba. 2023.
Historias inglesas escritas en la Edad Media. Ediciones de la Paz. 2024.